# Linia kolejowa Otrokovice – Vizovice
Linia kolejowa Otrokovice – Vizovice (Linia kolejowa nr 331 (Czechy)) – jednotorowa, niezelektryfikowana linia kolejowa o znaczeniu regionalnym w Czechach. Łączy Otrokovice i Vizovice. Przebiega w całości przez terytorium kraju zlińskiego.